# 小曙河镇
小曙河镇，是中华人民共和国陕西省安康市镇坪县一个已撤销的乡级行政区，2015年，陕西省民政厅批复同意撤销小曙河镇，将其所辖行政区域划归曙坪镇。